# Alec Lindsay
Alec Lindsay (Bury, 27 febbraio 1948) è un ex calciatore inglese, di ruolo difensore.

## Caratteristiche tecniche
Giocava nel ruolo di terzino sinistro.

## Carriera
Con il Liverpool vinse 3 campionati inglesi (1973, 1976, 1977), 1 FA Cup (1974), 1 Coppa dei Campioni (1977) e 2 Coppe UEFA (1973, 1976).

## Palmarès

### Club

#### Competizioni nazionali
- Campionato inglese: 3

Liverpool: 1972-1973, 1975-1976, 1976-1977
- Coppa d'Inghilterra: 1

Liverpool: 1973-1974
- Community Shield: 2

Liverpool: 1974, 1976

#### Competizioni internazionali
- Coppa dei Campioni: 1

Liverpool: 1976-1977
- Coppa UEFA: 2

Liverpool: 1972-1973, 1975-1976